# Dascha Polanco
Dascha Polanco (* 3. prosince 1982 Dominikánská republika) je dominikánsko-americká herečka. Její nejznámější rolí je Dayanara Diaz v seriálu Holky za mřížemi.

## Životopis
Narodila se v Dominikánské republice, ale ve velice mladém věku se přestěhovala s rodinou do Spojených států amerických. Vyrůstala v Brooklynu, New Yorku a Miami. Její otec je mechanikem a matka kosmetičkou.
Už od dětského věku se chtěla stát herečkou, ale podle svých slov „vždy pochybovala kvůli (své) váze“, a tak získala bakalářský titul v psychologii na Hunter College. Po studiích začala pracovat ve zdravotnickém průmyslu a chtěla se stát zdravotní sestrou. Když pracovala ve zdravotnickém centru Montefiore Medical Center v Bronxu, sebrala odvahu a šla se přihlásit do castingové agentury. Přišla do studií BIH v New Yorku a právě tam podepsala smlouvu s agenturou Shirley Grant Management. Její první příležitostí byly menší role v seriálech Vzpomínky a Okrsek 22.
V roce 2012 byla obsazena do seriálu Holky za mřížemi, do role Dayanary „Dayi“ Diaz. Jednalo se o její první velkou hereckou příležitost.
Následně se objevila v nezávislém filmu Dej mi domov a poté účinkovala v druhé sérii Holek za mřížemi. V červnu 2014 bylo oznámeno, že od třetí série z vedlejší role povyšuje na roli hlavní. Ve stejném roce se objevila ve filmu Švec a následně v dramatu Joy, kde ztvárnila nejlepší kamarádku hlavní hrdinky.
Dne 4. srpna 2015 bylo oznámeno, že bude jednou z tváří oděvní kampaně značky Women's Apparel, spolu s Jamie Chung, Alyssou Milano a mnohými dalšími. Polanco je jedinou latinskoamerickou herečkou, která je tváří kampaně.
V roce 2016 se objevila ve filmu The Perfect Match a též ve čtvrté sérii Holek za mřížemi.

## Filmografie

### Film
| Rok  | Název                 | Role                              | Poznámky |
| ---- | --------------------- | --------------------------------- | -------- |
| 2013 | Dej mi domov          | Caramel                           |          |
| 2014 | Švec                  | Macy                              |          |
| 2015 | Joy                   | Jackie                            |          |
| 2016 | The Perfect Match     | Sheila „Pressy“ Wells             |          |
| 2019 | Irčan                 | zdravotní sestra                  |          |
| 2020 | Život v Heights       | Cuca                              |          |
| 2022 | DC Liga supermazlíčků | Jessica Cruz/Green Lantern (hlas) |          |
| 2022 | Samaritán             | Isabelle                          |          |

### Televize
| Rok       | Název                | Role                 | Poznámky             |
| --------- | -------------------- | -------------------- | -------------------- |
| 2011      | Vzpomínky            | Estella              | díl: „Trajectories“  |
| 2012      | Okrsek 22            | Druhá fanynka        | díl: „Firebomb“      |
| 2013–2019 | Holky za mřížemi     | Dayanara Diaz        | hlavní role, 81 dílů |
| 2018      | American Crime Story | detektiv Lori Wieder | 3 díly               |
| 2019      | Ruská panenka        | Beatrice             | 4 díly               |
| 2019      | Když nás vidí        | Elena                | díl: „Part Three“    |
| 2019      | Evil                 | Patti Hitchens       | díl: „3 Stars“       |